# Frühstücksdirektor
Als Frühstücksdirektor wird umgangssprachlich eine hochrangige Führungskraft bezeichnet, die in einem Unternehmen oder einer Organisation keine operativen Funktionen innehat und primär repräsentative Aufgaben wahrnimmt.
Ein Frühstücksdirektor besitzt eine Sinekure und somit keine Weisungsbefugnis und verfolgt keine Sachziele – er konzentriert sich auf Repräsentationsaufgaben. Zu seinen Repräsentationsaufgaben gehören die Teilnahme an Essensterminen („Frühstück“) oder sonstigen Events (Veranstaltungen wie Präsentationen, Oper, Golf) mit Kunden oder anderen Stakeholdern.

## Arten
Man unterscheidet zwei Arten von Frühstücksdirektoren. Es gibt einerseits den bewusst für Repräsentativaufgaben eingestellten Direktor mit Repräsentationsaufgaben nach außen. Andererseits gibt es Führungskräfte mit Führungsaufgaben, Kompetenzen und Verantwortung, die diese Funktionen jedoch nicht oder nur unzulänglich wahrnehmen. Zu letzterem gehören Personen (etwa in Familienunternehmen), die lediglich durch familiäre oder sonstige Beziehungen eine Führungsposition bekleiden, ohne jedoch die hierfür erforderliche Eignung zu besitzen, auch ehemalige Inhaber eines Unternehmens, die nach einem Verkauf oder Eintritt in den Ruhestand gewissermaßen gesichtswahrend weiterhin ein Büro im Unternehmen behalten und zu offiziellen Terminen oder Sitzungen eingeladen werden, ohne noch inhaltliche Entscheidungen treffen zu dürfen, werden als Frühstücksdirektoren bezeichnet.
Dazu gehören auch Strohmann-Geschäftsführer (z. B. in Ländern, in denen bei Joint Ventures ein einheimischer Geschäftsführer zwingend vorgeschrieben ist) oder Versorgungsposten für ehemalige Politiker sowie Verbandsfunktionäre, für mittellose Adlige mit wohlklingenden Familiennamen und Titeln, für prominente Spitzensportler nach Beendigung ihrer Karriere usw. oder auch Verwaltungsangestellte oder hochrangige Beamte auf einer Abschiebeposition (siehe auch: Sinekure im öffentlichen Dienst). 
Im angelsächsischen Raum wird im positiven Fall von figurehead gesprochen, einer Metapher des Ausdrucks für die Galionsfigur. Führungskräfte nehmen die Rolle eines figurehead ein, wenn sie eine Organisation rechtlich, sozial, zeremoniell oder symbolisch repräsentieren, offizielle Dokumente unterzeichnen, wichtige Gäste eskortieren oder informelle Gespräche führen.
In Japan nennt man letzteren Fall Fenstergucker.

## Typische Berufe
Positiv ausgedrückt handelt es sich um Repräsentanten mit Prestige, die als Gastgeber und Türöffner fungieren, während die operativen Tätigkeiten von anderen wahrgenommen werden. Typische Positionen mit überwiegendem Repräsentativcharakter sind Leiter von Public-Relations-Abteilungen wie Kommunikationsdirektoren, Pressesprecher oder Experten für Öffentlichkeitsarbeit wie sogenannte Senior Advisor.
Zuweilen wird das Amt des deutschen Bundespräsidenten mit der Funktion eines Frühstücksdirektors verglichen, weil die wenigen verfassungsmäßig vorgesehenen Aufgaben aus Art. 59 und Art. 60 GG darauf schließen lassen könnten und überwiegend repräsentative Aufgaben wahrzunehmen sind. Für Roman Herzog hingegen ist der Bundespräsident „kein Frühstücksdirektor, sondern er repräsentiert […] den wichtigsten Gedanken, den es in einem modernen Staat überhaupt zu repräsentieren gibt, den der Existenz, der Legitimität und der Einheit des Staates“.

## Organisatorische Einordnung
Führungskräften werden im Regelfall Führungsaufgaben, Kompetenzen und Verantwortung übertragen. Fehlt es ganz oder teilweise an Kompetenzen und/oder Verantwortung und besteht die Führungsaufgabe ganz oder überwiegend aus der Zuweisung zu einer höheren Hierarchieebene („Direktor“), so wird häufig abwertend vom Frühstücksdirektor (auch „Sektglashalter“, „Grußonkel“, „Grüßaugust“) gesprochen. Seine Position hat für die Funktionsfähigkeit der Organisation keine Bedeutung. Ein Frühstücksdirektor führt nicht wirklich, sondern setzt sich lediglich als Führer-Darsteller in Szene (symbolische Führung). Frühstücksdirektoren pflegen einen „karitativ-partizipativen“ Führungsstil, der – abgestuft nach dem Disziplinierungsgrad – an vorletzter Stelle steht:
- autoritärer Führungsstil
- kooperativer Führungsstil
- karitativ-partizipativer Führungsstil
- laissez-faire-Führungsstil

In der Organisationslehre kennt man das Kongruenzprinzip der Organisation. Es besagt, dass Aufgaben, Kompetenzen, Verantwortung und Informationen an nachgeordnete Stellen deckungsgleich übertragen werden müssen. Geschieht das nicht und sind die Kompetenzen im Vergleich zu den Aufgaben und der Verantwortung zu gering, dann spricht man beim Aufgabenträger von einem Frühstücksdirektor.